# National Rugby League 1964
La New South Wales Rugby Football League de 1964 fue la 57.ª edición del torneo de rugby league más importante de Australia.

## Formato
Los clubes se enfrentaron en una fase regular de todos contra todos, los cuatro equipos mejor ubicados al terminar esta fase clasificaron a la postemporada.
Se otorgaron 2 puntos por el triunfo, 1 por el empate y ninguno por la derrota.

## Desarrollo

### Tabla de posiciones
| Pos. | Equipo                        | Encuentros | Encuentros | Encuentros | Encuentros | Tantos | Tantos | Tantos | Puntos |
| Pos. | Equipo                        | PJ         | PG         | PE         | PP         | F      | C      | Dif    | Puntos |
| ---- | ----------------------------- | ---------- | ---------- | ---------- | ---------- | ------ | ------ | ------ | ------ |
| 1    | St. George Dragons            | 18         | 15         | 0          | 3          | 393    | 154    | +239   | 30     |
| 2    | Parramatta Eels               | 18         | 14         | 0          | 4          | 274    | 188    | +86    | 28     |
| 3    | Balmain Tigers                | 18         | 12         | 0          | 6          | 247    | 192    | +55    | 24     |
| 4    | North Sydney Bears            | 18         | 11         | 1          | 6          | 334    | 257    | +77    | 23     |
| 5    | South Sydney Rabbitohs        | 18         | 11         | 0          | 7          | 304    | 250    | +54    | 22     |
| 6    | Newtown Jets                  | 18         | 9          | 0          | 9          | 236    | 268    | -32    | 18     |
| 7    | Western Suburbs Magpies       | 18         | 8          | 1          | 9          | 259    | 274    | -15    | 17     |
| 8    | Manly-Warringah Sea Eagles    | 18         | 5          | 1          | 12         | 229    | 331    | -102   | 11     |
| 9    | Eastern Suburbs               | 18         | 2          | 0          | 16         | 190    | 351    | -161   | 4      |
| 10   | Canterbury-Bankstown Bulldogs | 18         | 1          | 1          | 16         | 168    | 369    | -201   | 3      |

|  | Postemporada. |

### Postemporada

#### Semifinales
| 29 de agosto | Balmain Tigers | 11 - 9 | North Sydney Bears |  |  |

| 5 de septiembre | St. George Dragons | 42 - 0 | Parramatta Eels |  |  |

#### Final preliminar
| 12 de septiembre | Parramatta Eels | 7 - 16 | Balmain Tigers |  |  |

#### Final
| 19 de septiembre | St. George Dragons | 11 - 6 | Balmain Tigers | Sydney Cricket Ground, Sídney   |  |
|                  |                    |        |                | Asistencia: 61.369 espectadores |  |

| Bandera de Australia       |
| Campeón St. George Dragons |
| Décimo primer título       |